# 丘騰
丘騰（1537年—？），字子雲，湖廣承天府沔陽州人，軍籍，明朝政治人物。

## 生平
嘉靖三十七年（1558年）戊午科湖廣鄉試第三十七名舉人。嘉靖四十一年（1562年）中式壬戌科會試第一百九十四名，三甲第一百七十二名進士。隆庆元年官河南固始县知县。官至户部主事。

## 家族
曾祖丘思賢；祖父丘容；父丘福。前母湯氏；母楊氏。慈侍下。兄丘鹏、丘勝。